# Ciuma roșie (poezie)
„Ciuma roșie” (poloneză „Czerwona Zaraza”) este o poezie poloneză, scrisă în anul 1944 de Józef Szczepański, un poet din vremea celui de-al doilea Război Mondial, care a murit în timpul revoltei de la Varșovia. „Ciuma roșie” a inspirat regizorul polonez care a luat premiul Oscar, Andrzej Wajda la crearea filmului Canalul. Poezia, care descrie speranțele zadarnice ale insurgenților din Varșovia că Armata roșie îi va salva, a fost interzisă în Republica Populară Polonă datorită contextului său anti-sovietic; în timpul erei staliniste simpla sa deținere se pedepsea cu închisoarea.
Szczepanski a scris-o în 29 august 1944, cu câteva zile înainte de moartea sa (a murit în 10 septembrie).
Autorul își exprimă supărarea față de unitățile Armatei, își destăinuie disperarea care l-a adus în punctul în care singura cale de a salva ceva din această ruină completă care a cuprins Polonia (Bătălia de la Varșovia fiind decorul și sfârșitul jocului pentru rezistența poloneză care a stat pe ultima redută) era predarea Poloniei celui mai rău, etern și mai disprețuit inamic al nostru, unul care ar fi putut ajuta dar a ales să nu o facă, unul care era responsabil de majoritatea calamităților istorice care au doborât Polonia, sursa întregului rău și a întunericului, un loc care numai ia, și nu dă niciodată, uriașul succubus care a drenat sufletul poporului polonez, le-a uscat spiritul și a petrecut pe cadavrul putred al Poloniei timp de secole.
Despre unitățile care deși erau poziționate pe bancul estic al Vistulei, nu au ajutat insurgenții, autorul a scris:
Te așteptăm, ciumă roșie... vei fi salvarea primită cu repulsie... te așteptăm, inamicul nostru etern... criminal sângeros al multora de-ai noștri.... Armata ta roșie, victorioasă a stat la picioarele aprinse ale Varșoviei înflăcărate și își hrănește sufletul cu durerea unei mâini de nebuni care mor printre ruine.
„Ciuma roșie” a fost înregistrat de trupa De Press pe albumul Myśmy Rebelianci în 2009. Extrase din poezie au fost folosite de o trupă rock poloneză, numită Lao Che.